# 加雷特·希克林
加雷特·希克林（英語：Garett Hickling，1970年9月18日—2025年6月24日），加拿大男子轮椅橄榄球运动员。他曾代表加拿大参加1996年、2000年、2004年、2008年和2012年夏季残疾人奥林匹克运动会轮椅橄榄球比赛，获得二枚银牌和一枚铜牌。